# NGC 1897
NGC 1897 (другое обозначение — ESO 56-SC92) — рассеянное скопление в созвездии Золотой Рыбы, расположенное в Большом Магеллановом Облаке. Открыто Джоном Гершелем в 1835 году. Описание Дрейера: «очень тусклый, маленький объект круглой формы».
Возраст NGC 1897 составляет около 455 миллионов лет. Межзвёздное покраснение для этого скопления в цветах B−V имеет величину 0,09m.
Этот объект входит в число перечисленных в оригинальной редакции «Нового общего каталога».